# Thunyaphat Pattarateerachaicharoen
Thunyaphat Pattarateerachaicharoen (tiếng Thái: ธัญญภัสร์ ภัทรธีรชัยเจริญ, phiên âm: Than-da-bát Bát-tha-la-thi-la-chai-cha-lơn, sinh ngày 08 tháng 07 năm 2000) còn có nghệ danh là Namfah (น้ำฟ้า, Nam-ba) là nữ diễn viên kiêm người mẫu và người dẫn chương trình Thái Lan, cô hoạt động trong ngành giải trí từ năm 2015. Hiện cô là diễn viên độc quyền của đài Channel 3. Cô được biết đến nhiều nhất qua vai diễn Boonplook trong bộ phim Lồng nghiệp chướng (2019) và vai LomDao / Faidam trong bộ phim Cô nàng đầu bếp của tôi (2021).

## Tiểu sử và học vấn
Thunyaphat Pattarateerachaicharoen là một nữ diễn viên Thái Lan. Cô sinh ra tại tỉnh Pathum Thani và tốt nghiệp khoa Nghệ thuật Truyền thông ngành Phát thanh và Truyền hình (Communication Arts Department of Radio and Television Broadcasting) tại Đại học Bangkok. Cô ra mắt với tư cách là một nữ diễn viên trong bộ phim truyền hình năm 2017 Sai Lub Jub Abb (Điệp viên săn Gay). Về việc học, ban đầu cô có ước mơ trở thành nha sĩ nhưng khi có cơ hội bước chân vào làng giải trí, cô lại chuyển hướng theo con đường này. Sau khi học xong cấp 3, cô tiếp tục học lấy bằng cử nhân tại khoa Nghệ thuật Truyền thông - Đại học Bangkok để phù hợp với dòng công việc mà cô muốn làm.

### Học vấn
- Tốt nghiệp trường Trung học Phraharuthai Donmuang.
- Tốt nghiệp khoa Nghệ thuật Truyền thông ngành Phát thanh và Truyền hình tại Đại học Bangkok.[3][4]

### Sự thật về Namfah
- Cung Hoàng Đạo: Cự Giải
- Sở thích: Xem Youtube, ca hát, chơi thể thao và âm nhạc
- Màu sắc yêu thích: Trắng & Đen
- Nhóm nhạc nam yêu thích: BTS (bias Jungkook)
- Nhóm nhạc nữ yêu thích: Blackpink (bias Rosé)

## Sự nghiệp

### Trước khi ra mắt với tư cách là diễn viên
Namfah bắt đầu tham gia vào ngành giải trí từ việc quay quảng cáo, làm MC và quay video ca nhạc. Khi cô học cấp 3,  khoảng 15 tuổi cô được một người mẫu lớn liên lạc qua Facebook và mời cô đi casting thử. Khi đó Namfah đã không do dự gì và đồng ý ngay. Cô đã thích lĩnh vực này và muốn làm việc trong ngành giải trí từ lâu. Trước đây cô có mơ ước muốn trở thành ca sĩ. Tuy thích hát và nhảy nhưng cơ hội diễn xuất lại đến trước nên cô quyết định trở thành diễn viên.
Năm 2015, cô bắt đầu thử sức với vai trò diễn viên trong bộ phim dài tập Sen... Seu Rak Seu Winyan và bộ phim Yai Kala Ta Kalee vào năm 2016.

### 2017–2020: Ra mắt với tư cách là diễn viên
Năm 2017, cô đầu quân cho đài CH3 hàng đầu Thái Lan và có cơ hội gặp được đạo diễn Somching Srisupap, ông đã mời cô tham gia phim truyền hình đầu tiên Sai Lub Jub Abb (Điệp viên săn Gay). Thời điểm đầu, cô tham gia diễn xuất thông qua dự án phim điện ảnh Giao ước chết, nhưng chỉ với vai nhỏ.
Năm 2019, cô lần đầu hợp tác với August, tạo nên cặp đôi phụ đáng nhớ trong phim Lồng Nghiệp Chướng. Kể từ đây, tên tuổi của Namfah dần được biết đến rộng rãi. Ngoài ra cô cũng gây ấn tượng mạnh với phim Cánh đồng tình yêu, tác phẩm hot của truyền hình Thái năm 2020.

### 2021: Thành công trên con đường diễn xuất

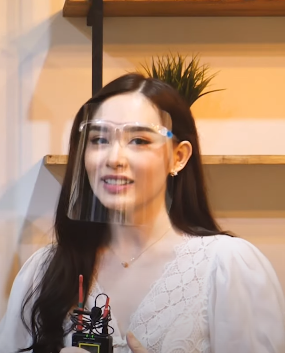
Thunyaphat Phatrathinchaicherin tại chương trình Cook with Love

Thành công nối tiếp thành công, Namfah tiếp tục gây sốt với vai diễn LomDao / Faidam trong bộ phim Cô nàng đầu bếp của tôi. Bộ phim đánh dấu lần hợp tác thứ 2 của cô và nam thần August. Với diễn xuất ăn ý và phản ứng hóa học của cặp đôi, bộ phim đã tạo nên cơn sốt tại Thái Lan. Tác phẩm không đi theo kịch bản quen thuộc Lọ Lem hóa công chúa mà biến một cô nàng xinh đẹp, tài năng, giàu có thành người giúp việc xấu xí với làn da đen, tóc mái ngố, nốt ruồi to trên mặt.
Tuy ra mắt với tư cách là diễn viên vào năm 2017 nhưng đến tận năm 2021, Namfah mới có vai chính nổi bật trong Cô nàng đầu bếp của tôi. Thành công của phim đã giúp cô có thêm nhiều cơ hội mới, mở rộng sự nghiệp sau 5 năm "lăn lộn". Bên cạnh năng lực diễn xuất đang đi lên, mỹ nhân Namfah còn nổi tiếng đa tài khi có thể làm MC, tham gia show, ca hát, chơi nhạc cụ,... Ngoài ra, cô còn là sinh viên ưu tú của đại học Bangkok, khoa Nghệ thuật Truyền thông. Namfah có thể được xem là hình tượng tân binh mẫu mực, đáng noi theo nhờ năng lực toàn diện.

### 2022
Bộ phim Cô nàng đầu bếp của tôi được phát sóng vào năm 2021 nhưng đến tận giữa năm 2022 mới nhận được sự quan tâm của khán giả tại Việt Nam.
Vào tháng 8 năm 2022, đài CH3 tiết lộ Namfah và August sẽ tái hợp trong 2 dự án phim mới.
Ngày 15 tháng 8, bộ phim Aye, Khoy Huk Jao do cô đóng chính thức được phát sóng.

## Các phim đã tham gia

### Phim điện ảnh
| Năm  | Tên gốc     | Tên tiếng Việt | Vai            | Bạn diễn                                      | Ghi chú |
| ---- | ----------- | -------------- | -------------- | --------------------------------------------- | ------- |
| 2017 | The Promise | Giao ước chết  | Boum (hồi trẻ) | Namthip Jongrachatawiboon, Apichaya Thongkham | Vai phụ |

### Phim truyền hình
| Năm  | Tên gốc                            | Tên tiếng Việt                     | Vai             | Ghi chú   | Đài |
| ---- | ---------------------------------- | ---------------------------------- | --------------- | --------- | --- |
| 2017 | Sai Lub Jub Abb                    | Điệp viên săn Gay                  | Pan Pan         | Vai phụ   | CH3 |
| 2018 | Rim Fung Nam                       | Bến bờ yêu thương                  | Gift            | Cameo     | CH3 |
| 2019 | Krong Kam                          | Lồng nghiệp chướng                 | Boonplook       | Vai phụ   | CH3 |
| 2019 | Wai Sab Saraek Kad 2               | Cuộc chiến với nỗi đau phần 2      | Choefah         | Vai phụ   | CH3 |
| 2019 | Kaew Klang Dong                    | Cô gái hoang dã                    | Yam             | Vai phụ   | CH3 |
| 2020 | Toong Sanaeha                      | Cánh đồng tình yêu                 | Kaew Jai        | Vai phụ   | CH3 |
| 2021 | Mae Krua Kon Mai                   | Cô nàng đầu bếp của tôi            | Lomdao / Faidam | Vai chính | CH3 |
| 2021 | Maya Sanaeha                       | Ảo ảnh tình yêu                    | Thipawan        | Cameo     | CH3 |
| 2021 | Dare to Love: Hai Ruk Piparksa     | Dám yêu / Hãy để tình yêu phán xét | Dala            | Vai phụ   | CH3 |
| 2022 | Aye, Khoi Hak Jao                  |                                    | See             | Vai phụ   | CH3 |
| 2023 | Interlocking Hearts on Chao Phraya | Dòng máu Chao Phraya               | Sao Deung       | Vai chính | CH3 |
| 2023 | Prom Likit                         | Nhân duyên tiền định 2             | Phraejeen       | Vai phụ   | CH3 |
| 2024 | Rak Tuam Toong                     | Duyên vị tình nồng                 | Sai Samorn      | Vai chính | CH3 |
| 2024 | Ubat Rak Ko Sawan                  | Tai nạn tình yêu đảo thiên đường   | Yiwha           | Vai phụ   | CH3 |
| TBA  | Nam Peung Kom                      | Mật đắng                           | Rita            | Vai phụ   | CH3 |

### Phim dài tập
| Năm  | Tên gốc                   | Tên tiếng Việt       | Vai   | Ghi chú | Đài   |
| ---- | ------------------------- | -------------------- | ----- | ------- | ----- |
| 2015 | Sen... Seu Rak Seu Winyan |                      | Si    | Cameo   | iflix |
| 2016 | Yai Kala Ta Kalee         | Câu chuyện nghĩa địa | Chewa | Cameo   | CH5   |

## Giải thưởng và đề cử
| Năm  | Giải thưởng        | Hạng mục                                                               | Tác phẩm được đề cử     | Kết quả   | Nguồn |
| ---- | ------------------ | ---------------------------------------------------------------------- | ----------------------- | --------- | ----- |
| 2019 | Nesa Aiyara        | Nữ diễn viên trẻ xuất sắc nhất                                         | Lồng nghiệp chướng      | Đoạt giải | [ 9 ] |
| 2021 | Siam Series Awards | Nữ chính xuất sắc nhất                                                 | Cô nàng đầu bếp của tôi | Đoạt giải |       |
| 2021 | Siam Series Awards | Cặp đôi truyền hình xuất sắc nhất (cùng với Vachiravit Paisarnkulwong) | Cô nàng đầu bếp của tôi | Đoạt giải |       |
| 2021 | Maya Awards        | Nữ diễn viên chính đang lên được yêu thích nhất                        | Cô nàng đầu bếp của tôi | Đoạt giải |       |